# Базельський комітет з питань банківського нагляду
Базельський Комітет з питань банківського нагляду (англ. Basel Committee on Banking Supervision) при Банку міжнародних розрахунків («Committee on Banking Supervision of the Bank for international Settlements») засновано в місті Базель у 1974 році центральними банками та органами нагляду держав G10. Комітет розширив свій склад у 2009 році, а потім ще раз у 2014 році. Станом на 2019 рік BCBS налічує 45 членів з 28 юрисдикцій, які представляють центральні банки та органи, відповідальні за банківське регулювання.

## Організація
Нині до держав-членів Комітету належать: Австралія, Аргентина, Бельгія, Бразилія, Велика Британія, Гонконг, Індія, Індонезія, Італія, Іспанія, Канада, КНР, Південна Корея, Люксембург, Мексика, Нідерланди, Німеччина, ПАР, Росія, Саудівська Аравія, Сингапур, США, Туреччина, Франція, Швейцарія, Швеція, Японія. Європейська Комісія бере участь в роботі на правах спостерігача. Комітет засідає кожні три місяці.
Його основне завдання полягає у впровадженні високих та єдиних стандартів у сфері банківського регулювання та нагляду. З цією метою, Комітет випускає директиви та рекомендації для органів нагляду держав-членів. Зазначені рекомендації не є обов'язковими до виконання, проте, в більшості випадків знаходять своє відображення в національному законодавстві держав-членів (і не тільки, наприклад, «Базель I» запроваджено в більше ніж 100 країнах), оскільки їх опрацьовується в співробітництві з банками та органами нагляду з усього світу. В ЄС вони також використовуються для взаємної інтеграції держав-членів Союзу.
Основними документами Базельського комітету вважаються Основні принципи ефективного нагляду 1997 року (переглянуті 2006 року), «Базель I» 1988 року та «Базель II» в 2004.